# 内侍府
内侍府（ネシブ）は、朝鮮王朝における官府。所属官人はほぼ宦官である。

## 概要
王の食膳の食物、器具をあらかじめ検査する監膳などの国王の身の回りの世話、重臣達への情報伝達、各門の守備などを行う。定員は140名。雑職同様に免職、昇進を決める勤務評定人事の都目が年4回実施される。
官職は成宗時代においては従二品の尚膳が最高で、以下は正三品の尚醞と尚茶、従三品の尚薬、正四品の尚伝、従四品の尚冊、正五品の尚弧、従五品の尚帑、正六品の尚洗、従六品の尚燭、正七品の尚烜、従七品の尚設、正八品の尚除、従八品の尚門、正九品の尚更、従九位の尚苑があった。
韓国時代劇「大長今」（邦題「宮廷女官チャングムの誓い」）に登場する「長官」は内侍府の長官である。